# Takuma Sugano
Takuma Sugano (japanisch 菅野 拓真 Sugano Takuma; * 5. April 1980 in der Präfektur Kanagawa) ist ein ehemaliger japanischer Fußballspieler.

## Karriere
Sugano erlernte das Fußballspielen in der Schulmannschaft der Narashino High School. Seinen ersten Vertrag unterschrieb er 1999 bei den JEF United Ichihara. Der Verein spielte in der höchsten Liga des Landes, der J1 League. Im Mai 2000 wurde er an den Zweitligisten Ventforet Kofu ausgeliehen. Für den Verein absolvierte er 20 Spiele. 2001 kehrte er zu JEF United Ichihara zurück. Für den Verein absolvierte er drei Erstligaspiele. Im August 2001 wechselte er zum Zweitligisten Shonan Bellmare. Für den Verein absolvierte er 11 Spiele. Danach spielte er bei den River Plate Asunción. Ende 2005 beendete er seine Karriere als Fußballspieler.